# Comuna Slimnic, Sibiu
Slimnic (în maghiară: Szelindek, în germană: Stolzenburg) este o comună în județul Sibiu, Transilvania, România, formată din satele Albi, Pădureni, Ruși, Slimnic (reședința) și Veseud.

## Demografie
Componența etnică a comunei Slimnic
     Români (88,84%)
     Romi (1,1%)
     Alte etnii (1,07%)
     Necunoscută (8,99%)
Componența confesională a comunei Slimnic
     Ortodocși (87,48%)
     Alte religii (2,98%)
     Necunoscută (9,54%)
Conform recensământului efectuat în 2021, populația comunei Slimnic se ridică la 3.459 de locuitori, în scădere față de recensământul anterior din 2011, când fuseseră înregistrați 3.581 de locuitori. Majoritatea locuitorilor sunt români (88,84%), cu o minoritate de romi (1,1%), iar pentru 8,99% nu se cunoaște apartenența etnică. Din punct de vedere confesional, majoritatea locuitorilor sunt ortodocși (87,48%), iar pentru 9,54% nu se cunoaște apartenența confesională.

## Politică și administrație
Comuna Slimnic este administrată de un primar și un consiliu local compus din 13 consilieri. Primarul, Aron-Adrian Nan[*], de la Partidul Național Liberal, este în funcție din octombrie 2020. Începând cu alegerile locale din 2024, consiliul local are următoarea componență pe partide politice:
|  | Partid                          | Consilieri | Componența Consiliului | Componența Consiliului | Componența Consiliului | Componența Consiliului | Componența Consiliului |
|  | ------------------------------- | ---------- | ---------------------- | ---------------------- | ---------------------- | ---------------------- | ---------------------- |
|  | Partidul Național Liberal       | 5          |                        |                        |                        |                        |                        |
|  | Partidul Social Democrat        | 3          |                        |                        |                        |                        |                        |
|  | Alianța Dreapta Unită           | 3          |                        |                        |                        |                        |                        |
|  | Alianța pentru Unirea Românilor | 1          |                        |                        |                        |                        |                        |
|  | Partidul Ecologist Român        | 1          |                        |                        |                        |                        |                        |

## Atracții turistice
- Biserica evanghelică din satul Ruși
- Biserica ortodoxă din satul Slimnic, costrucție 1831
- Biserica evanghelică din Slimnic, construcție secolul al XIV-lea
- Ruinele Cetății Slimnicului, construcție secolul al XIII-lea
- Insulele stepice Șura Mică - Slimnic (sit de importanță comunitară inclus în rețeaua europeană Natura 2000 în România).

## Primarii comunei
- 1996[7] - 2000 - Georgescu Pavel, de la Partidul Liberal 1993
- 2000[8] - 2004 - Poplăcean Ioan, de la CDR
- 2004[9] - 2008 - Soroștinean Virgil, de la PSD
- 2008[10] - 2012 - Soroștinean Virgil, de la PSD
- 2012[11] - 2016 - Ioan Șurean, de la PDL
- 2016[12] - 2020 - Ioan Șurean, de la PNL

## Imagini

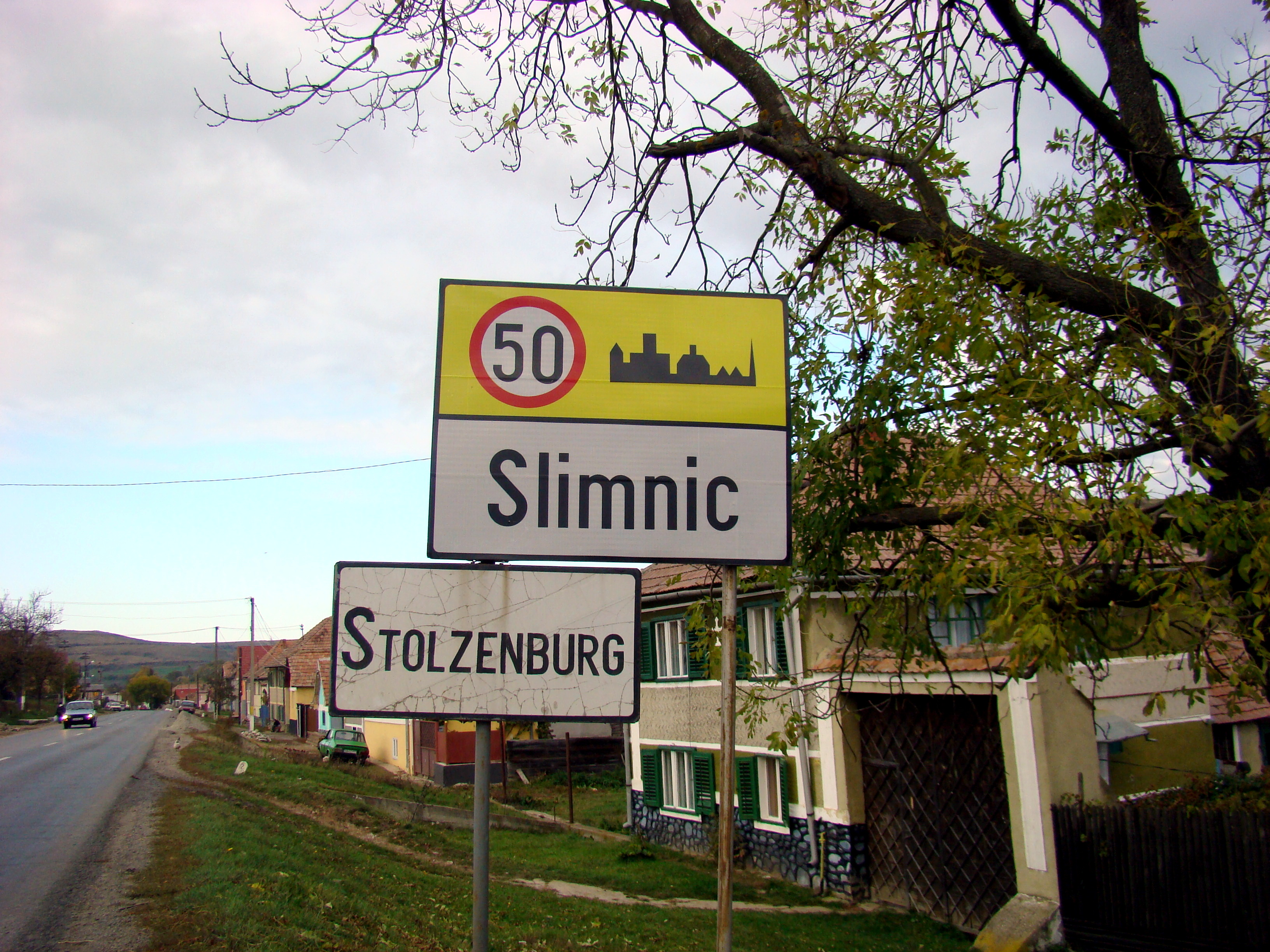
Intrarea în localitate
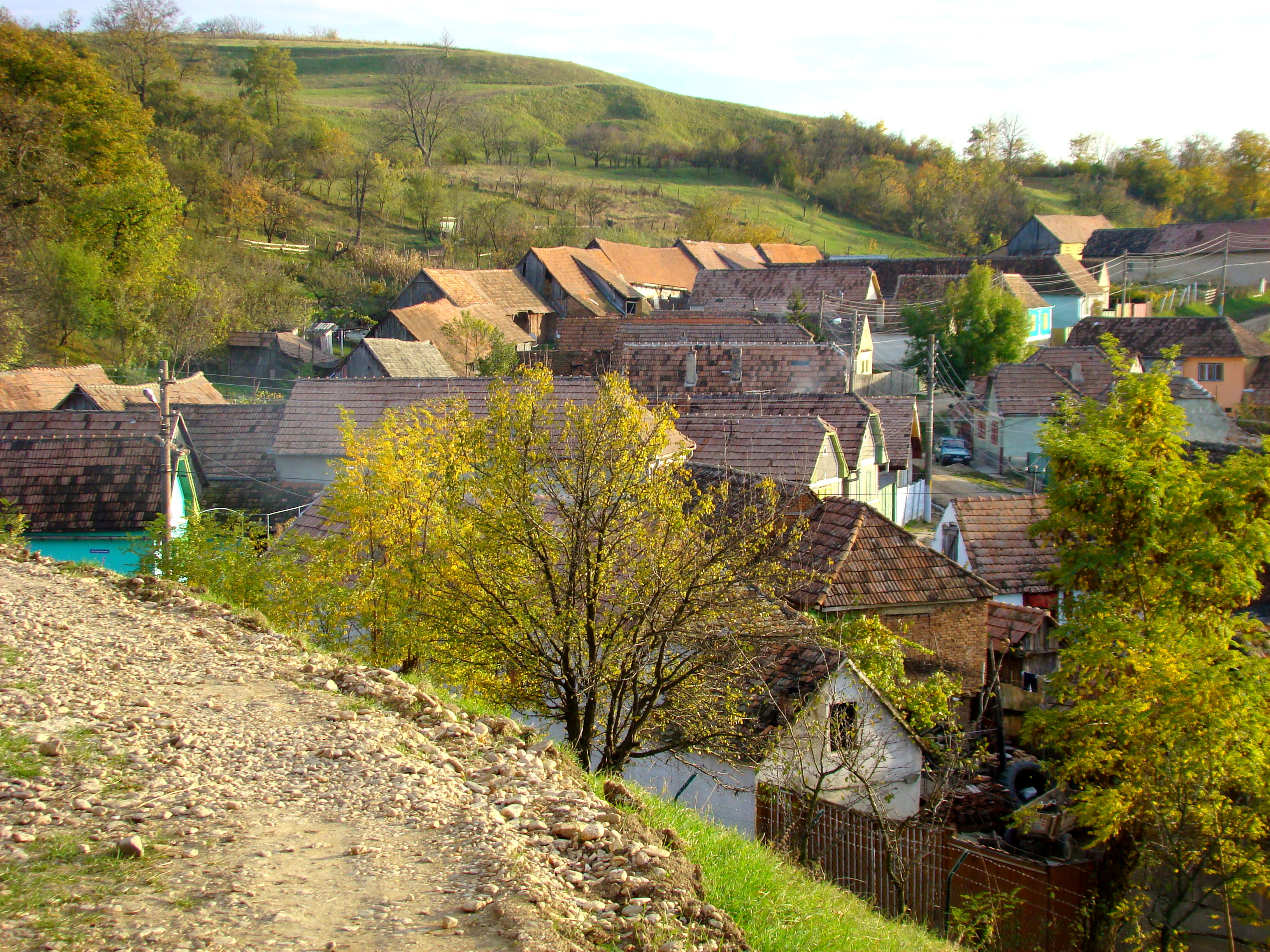
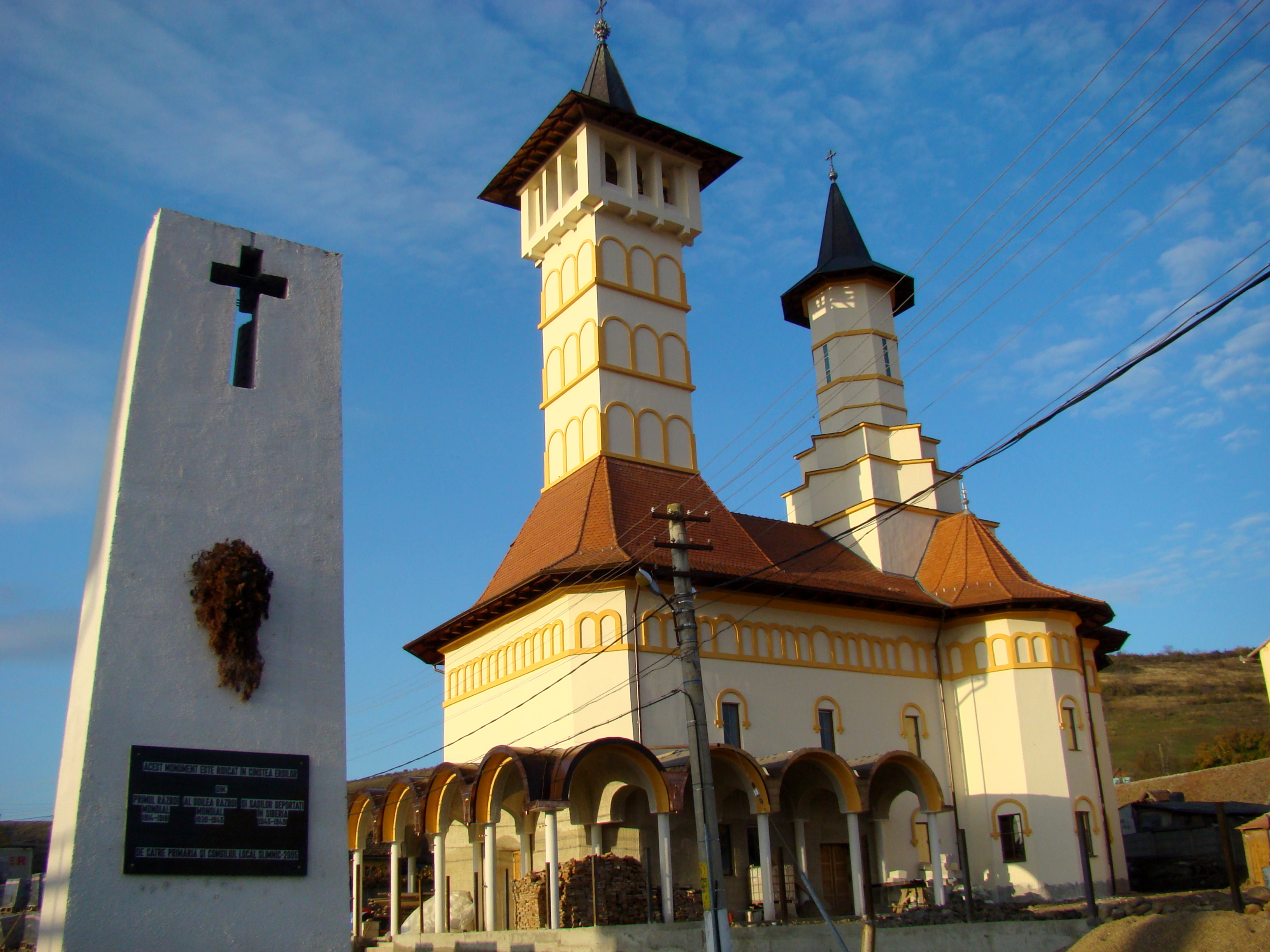
Biserica Cuvioasa Parascheva
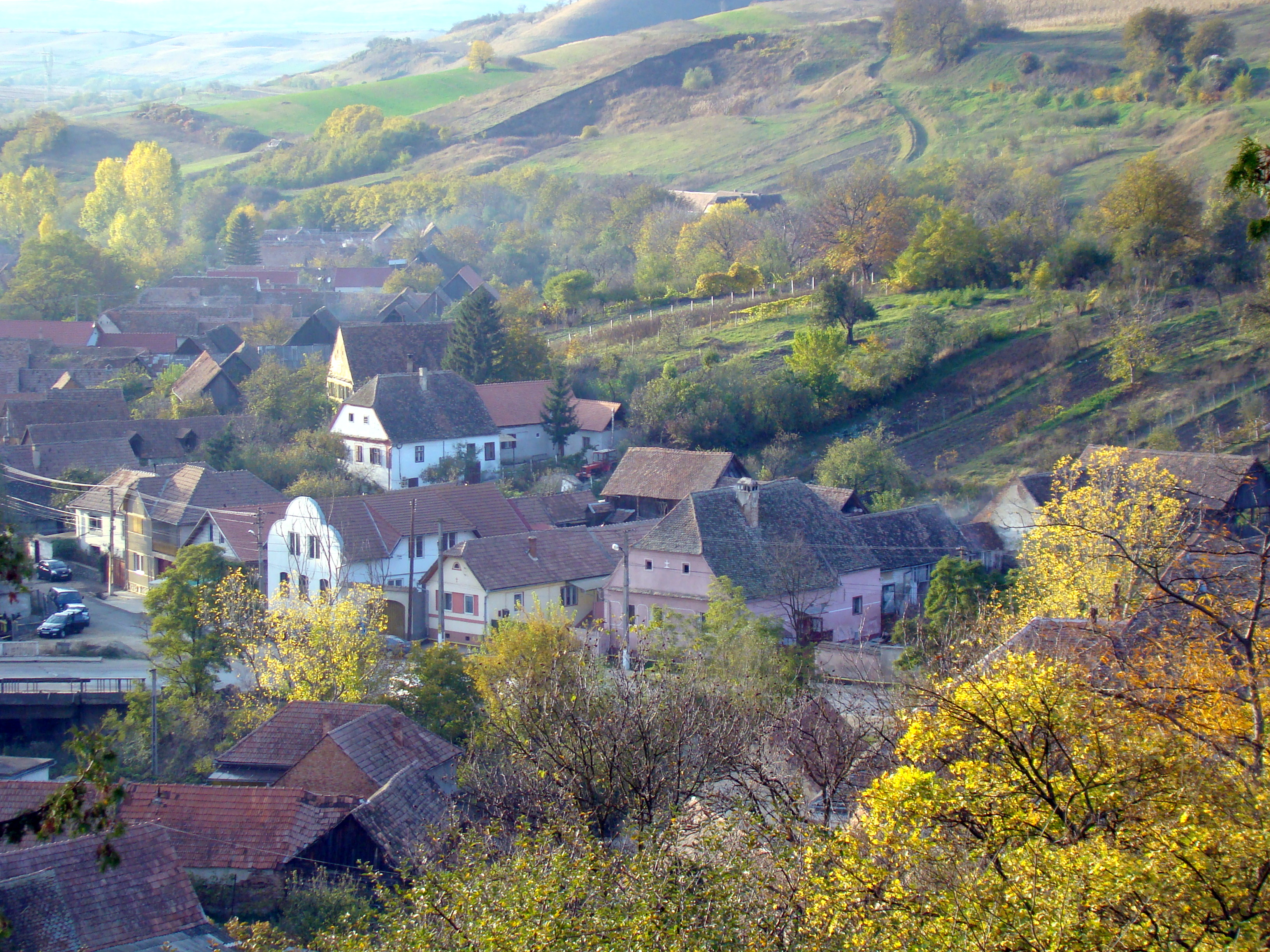
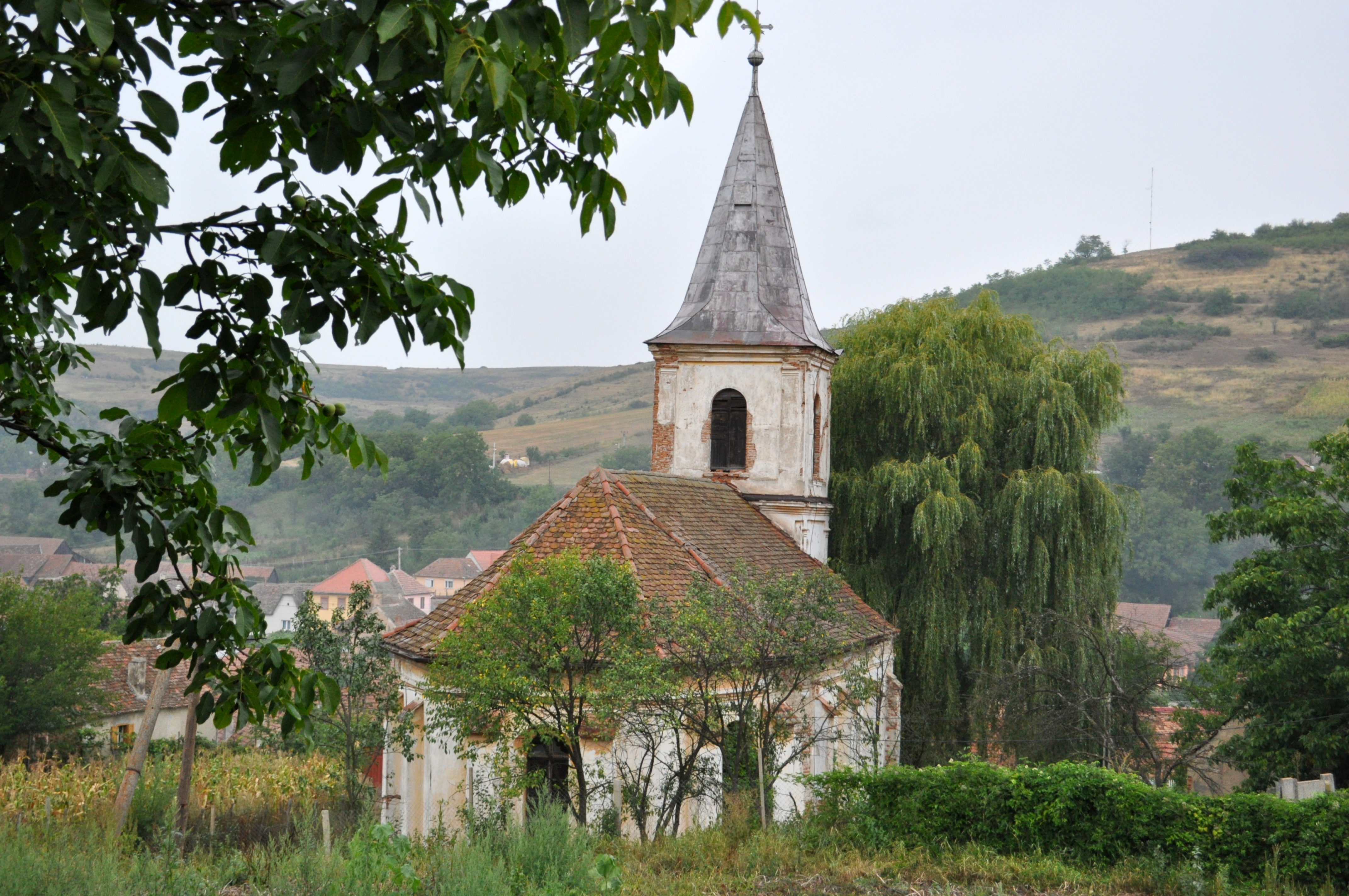
Biserica Sfânta Treime din Slimnic
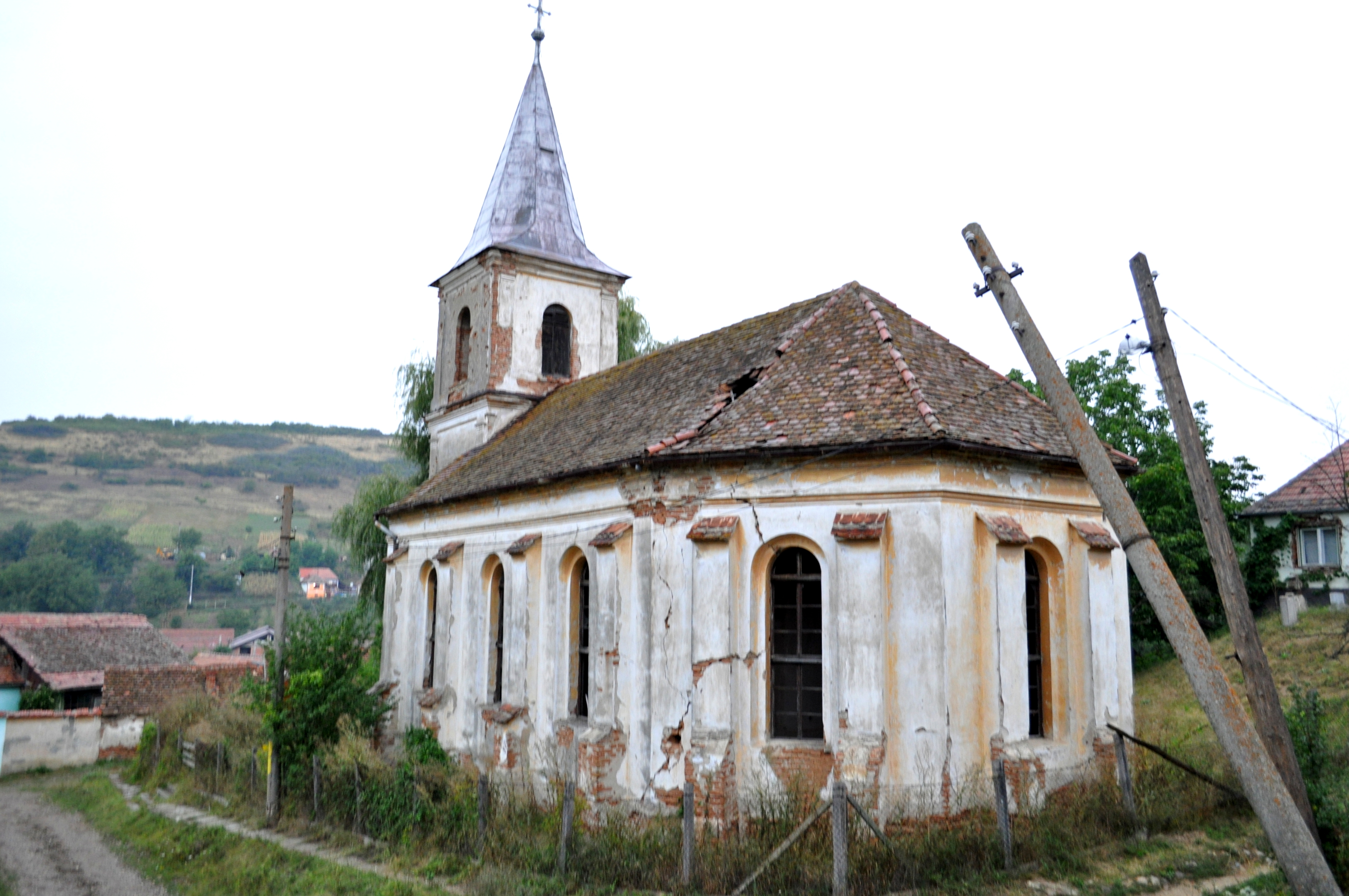
Biserica Sfânta Treime din Slimnic
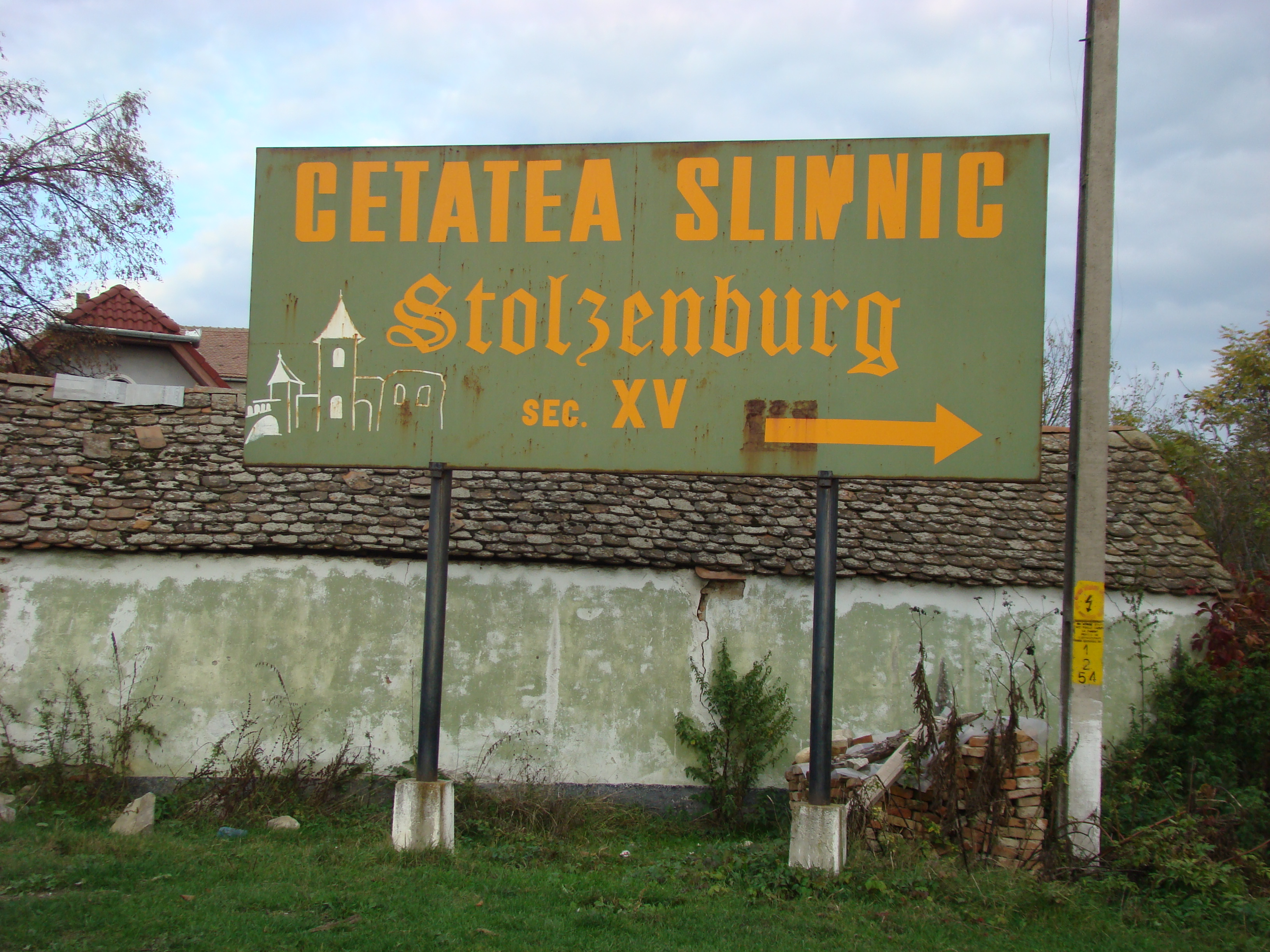
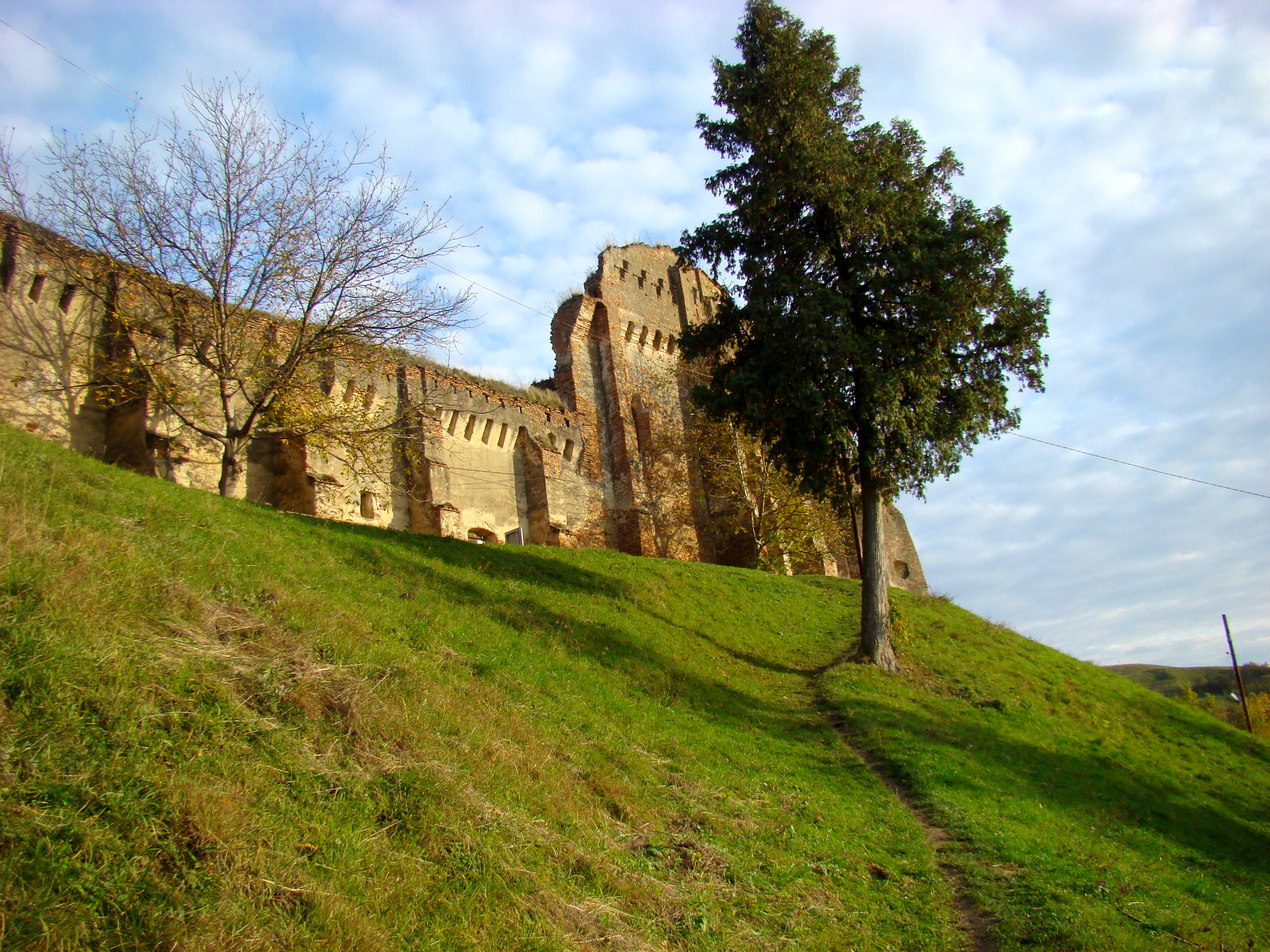
Cetatea din Slimnic (monument istoric)
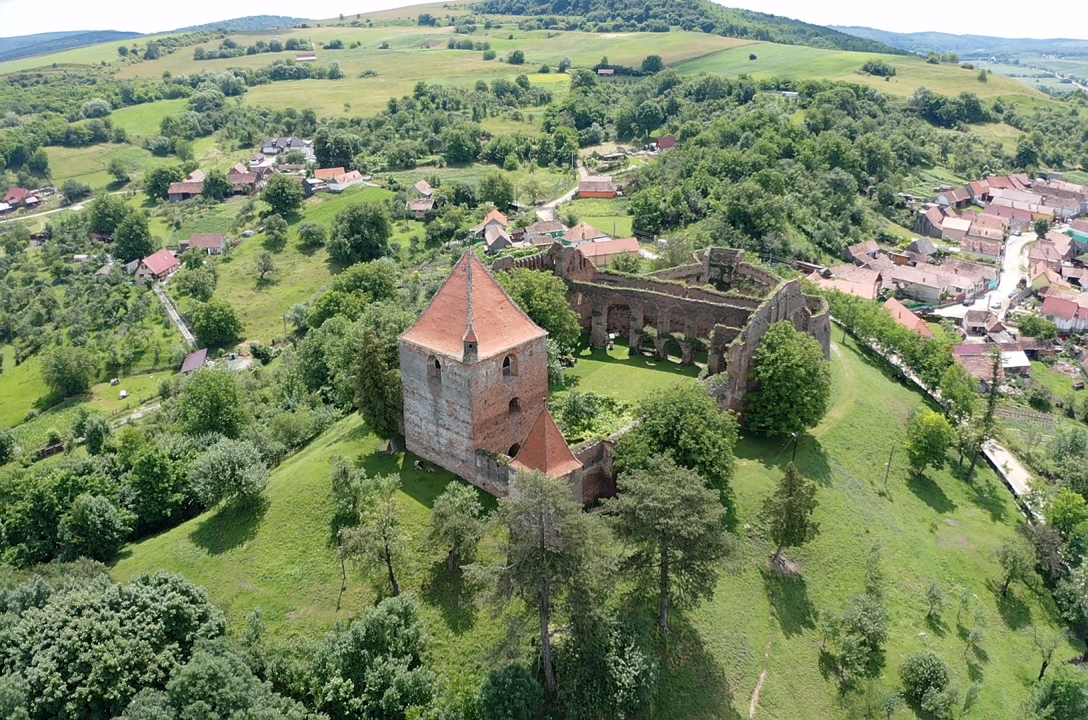
Cetatea din Slimnic (monument istoric)
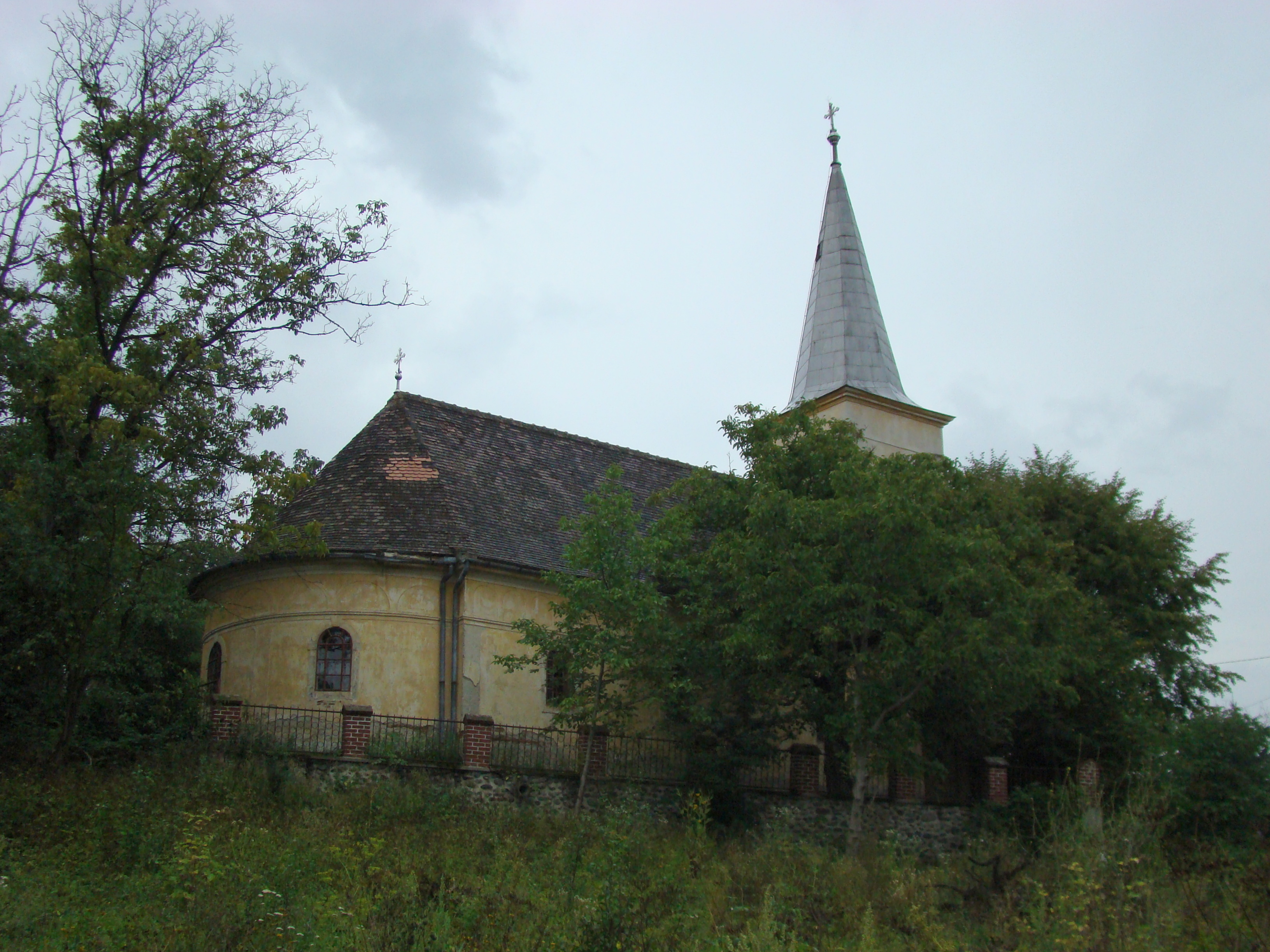
Biserica „Sfinții Arhangheli" din Slimnic (monument istoric)
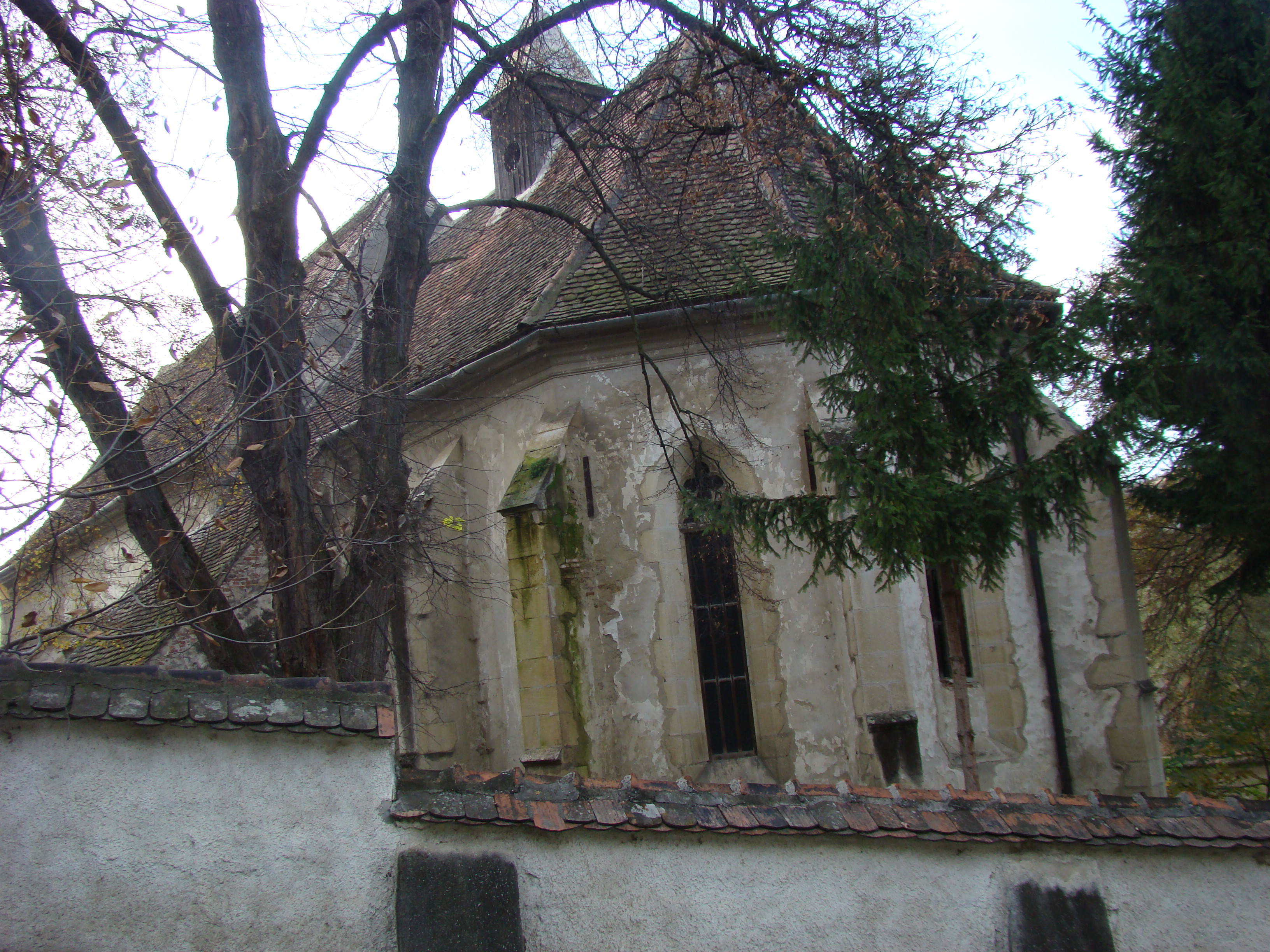
Biserica evanghelică din Slimnic (monument istoric)
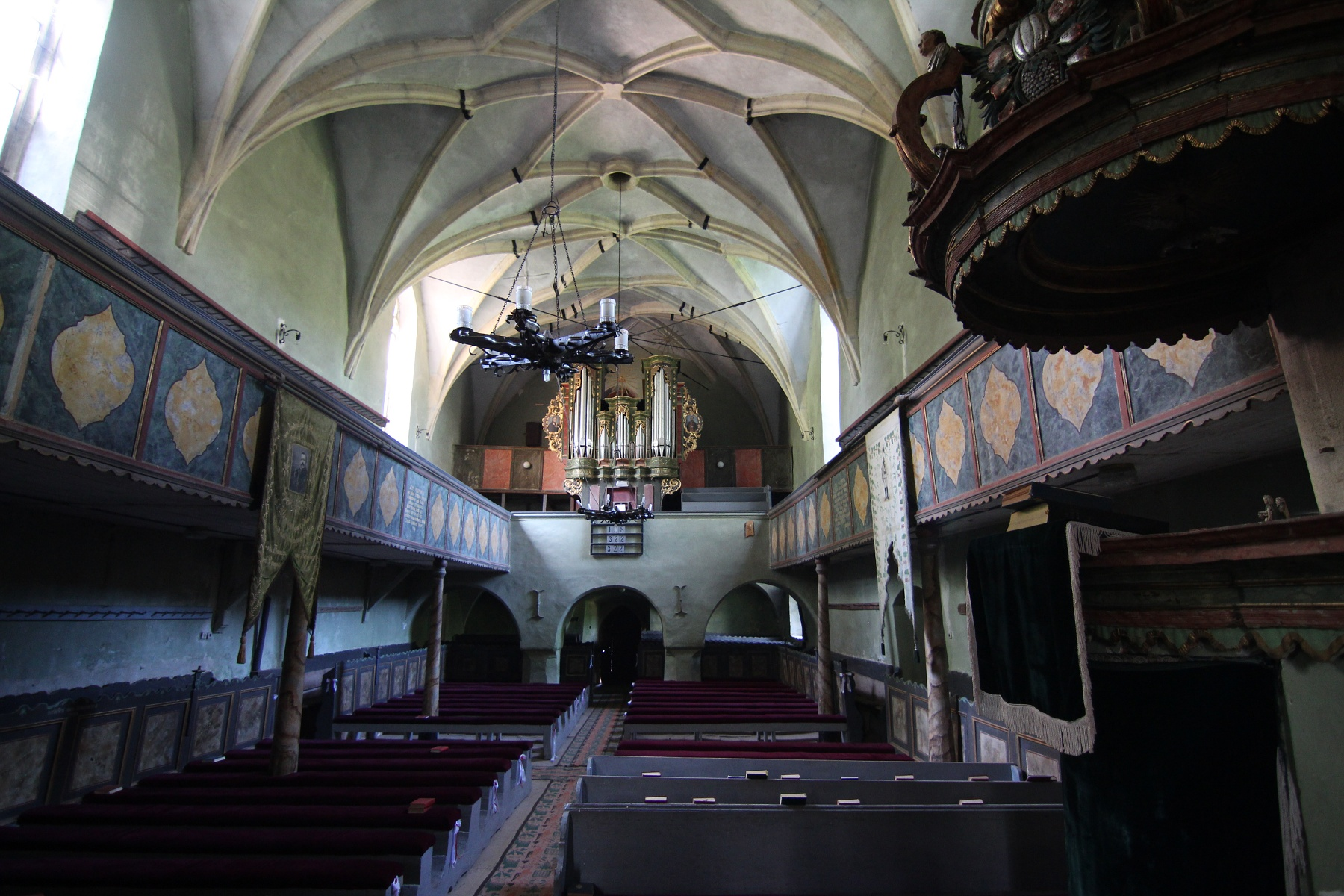
Biserica evanghelică din Slimnic (monument istoric)
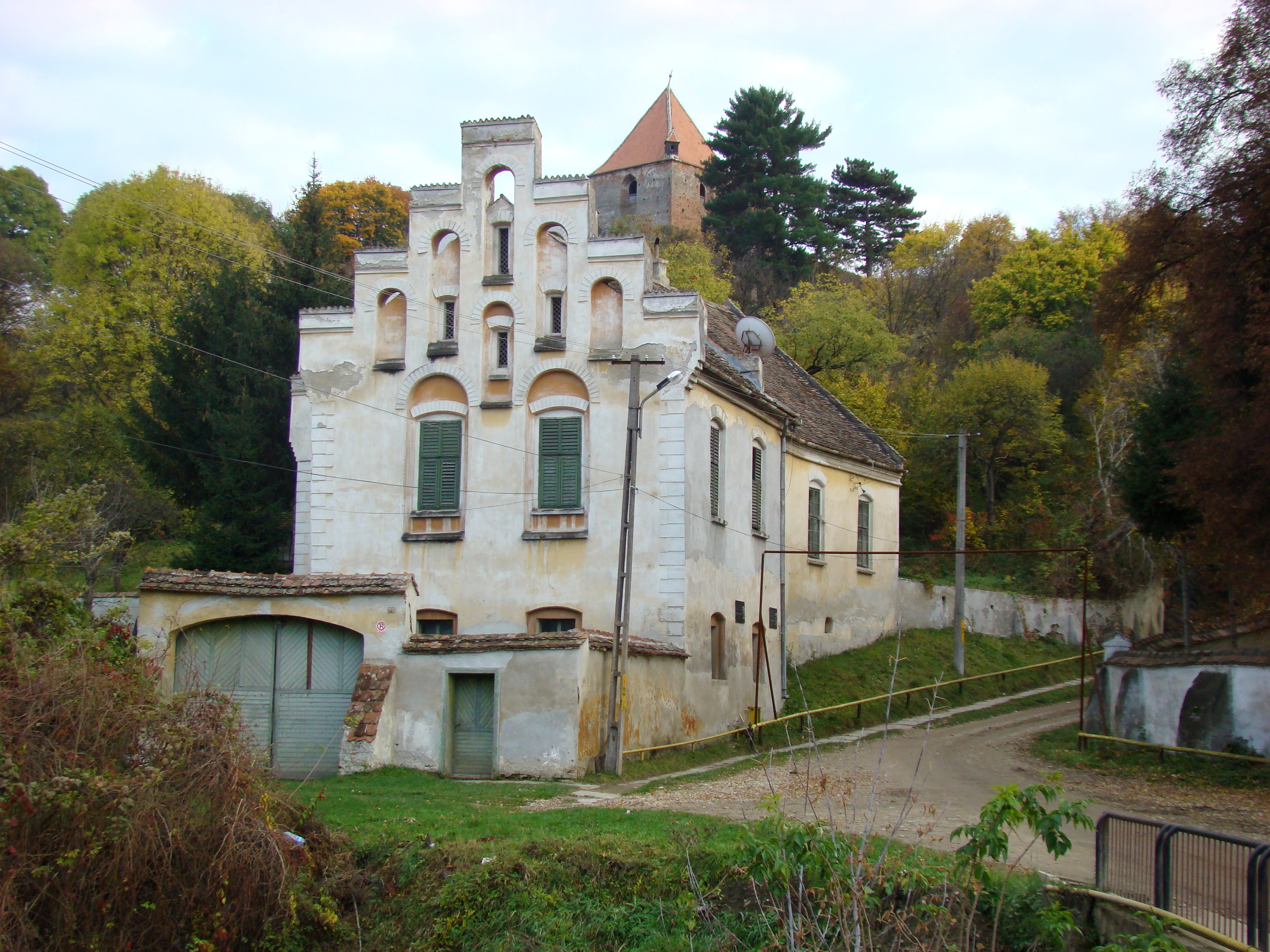
Casa parohială evanghelică
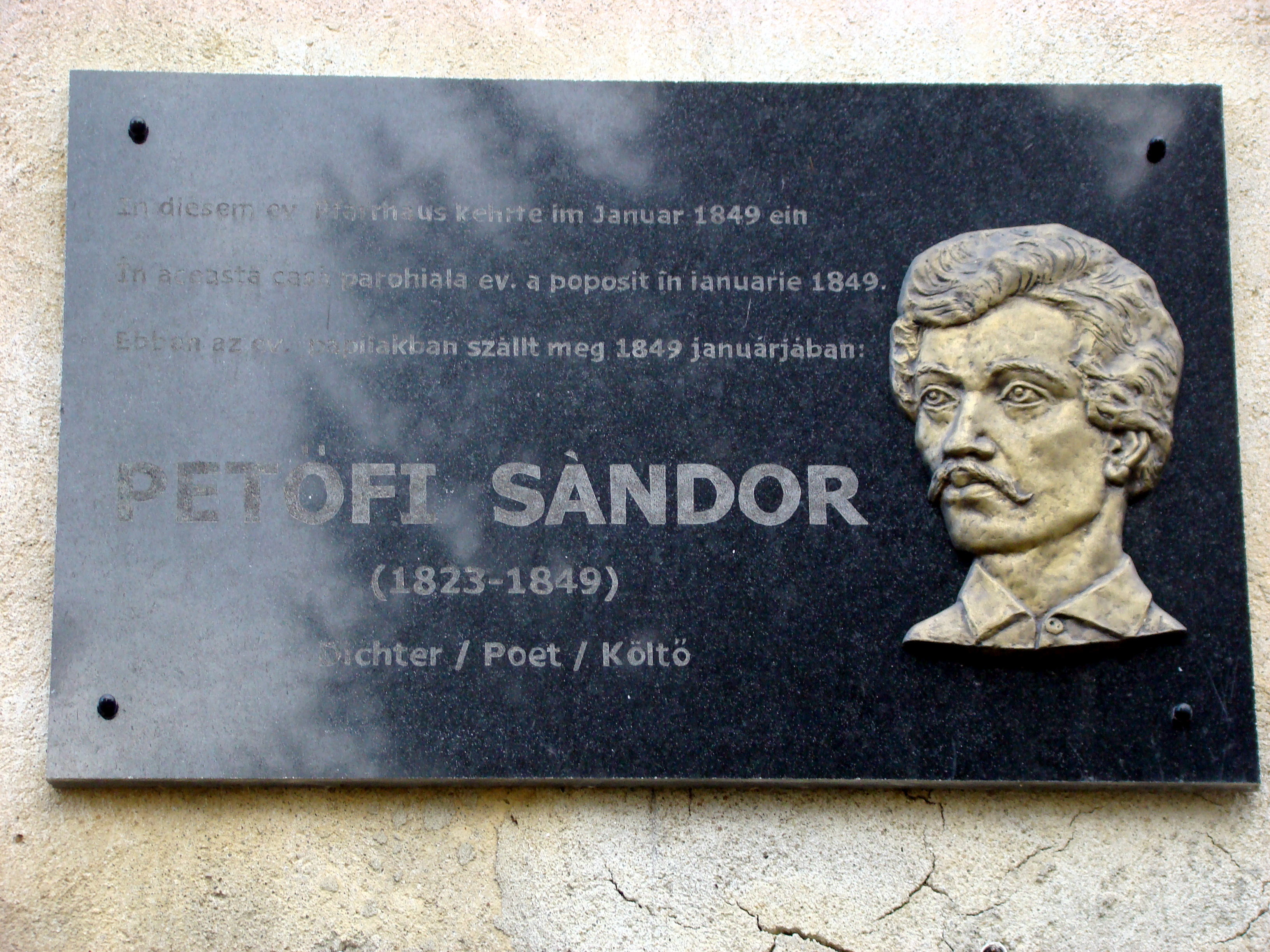
Sándor Petőfi a poposit în ea în 20 ianuarie 1849
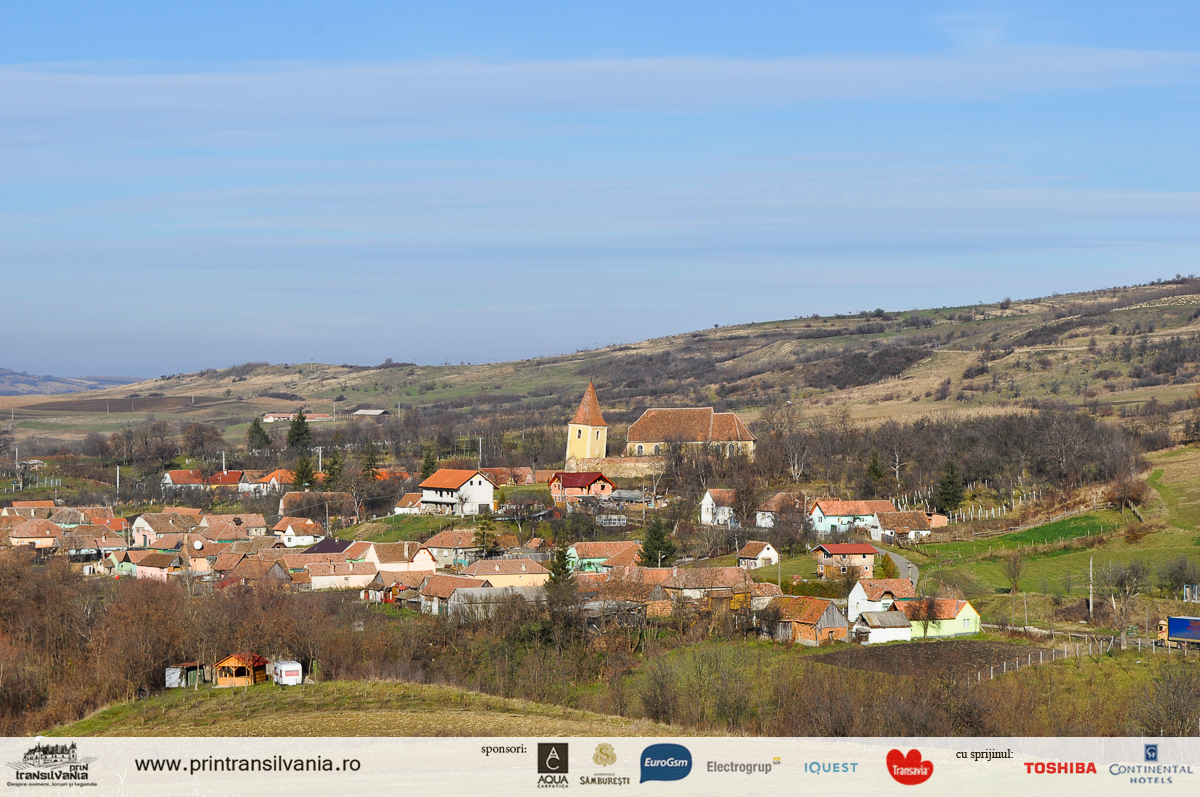
Satul Ruși
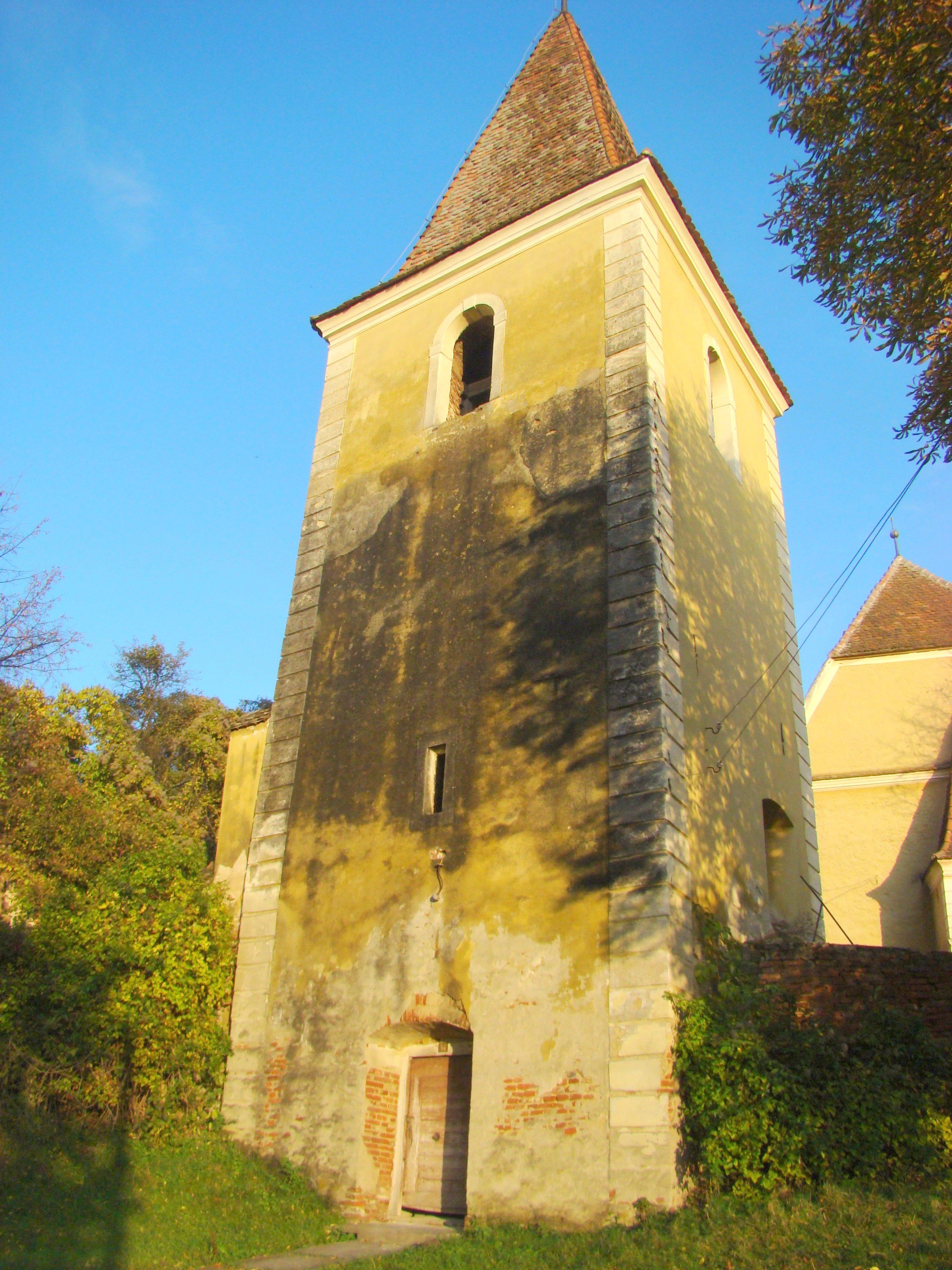
Turnul-clopotniță al bisericii evanghelice